# Zameczak (rejon ostrowiecki)
Zameczak (biał. Замэчак; ros. Замечек, Zamieczek) – chutor na Białorusi, w obwodzie grodzieńskim, w rejonie ostrowieckim, w sielsowiecie Ryteń.